# Villegenon
Villegenon település Franciaországban, Cher megyében. Lakosainak száma 215 fő (2022. január 1.). Villegenon Dampierre-en-Crot, Ivoy-le-Pré, Jars, Oizon, Thou és Vailly-sur-Sauldre községekkel határos.

## Népesség
A település népessége az elmúlt években az alábbi módon változott:
| Lakosok száma | 403  | 271  | 260  | 227  | 226  | 220  | 218  | 214  | 212  | 215  |
|               | 1968 | 1982 | 1990 | 2006 | 2013 | 2015 | 2017 | 2019 | 2020 | 2022 |